# 420-talet

## Händelser
- 420 - Den kinesiska Jindynastin dör ut. Liu Yu (Liu Songdi) blir den förste härskaren av Liu Songdynastin.
- 421 - Theodosius förklarar krig mot Persien.
- 422 - Faxian, kinesisk buddhistisk munk (omkring detta år).
- 425 - Sanhedrinen överges av romarna.
- 425 - Från detta år härrör det sista användandet av demotisk skrift.
- 425 - Buddhismen börjar spridas i Sydostasien.
- 427 - Pyongyang utnämns till huvudstad i Goguryeoriket av kung Jangsu.

## Födda
- 425 - Zu Chongzhi, kinesisk matematiker.

## Avlidna
- 2 september 421 – Constantius III, kejsare av Västrom.
- 4 september 422 – Bonifatius I, påve.
- 423 – Honorius, kejsare av Västrom.
- 428 – Gunderik, kung av Vandalriket.